# Hieracium melinostylum
Hieracium melinostylum es una especie de planta con flor del género Hieracium, de la familia Asteraceae, orden Asterales.

## Distribución
Hieracium melinostylum se distribuye por Suecia y Noruega.

## Taxonomía
Fue descrita científicamente por Johanss.